# St. Martini (Sankt Andreasberg)

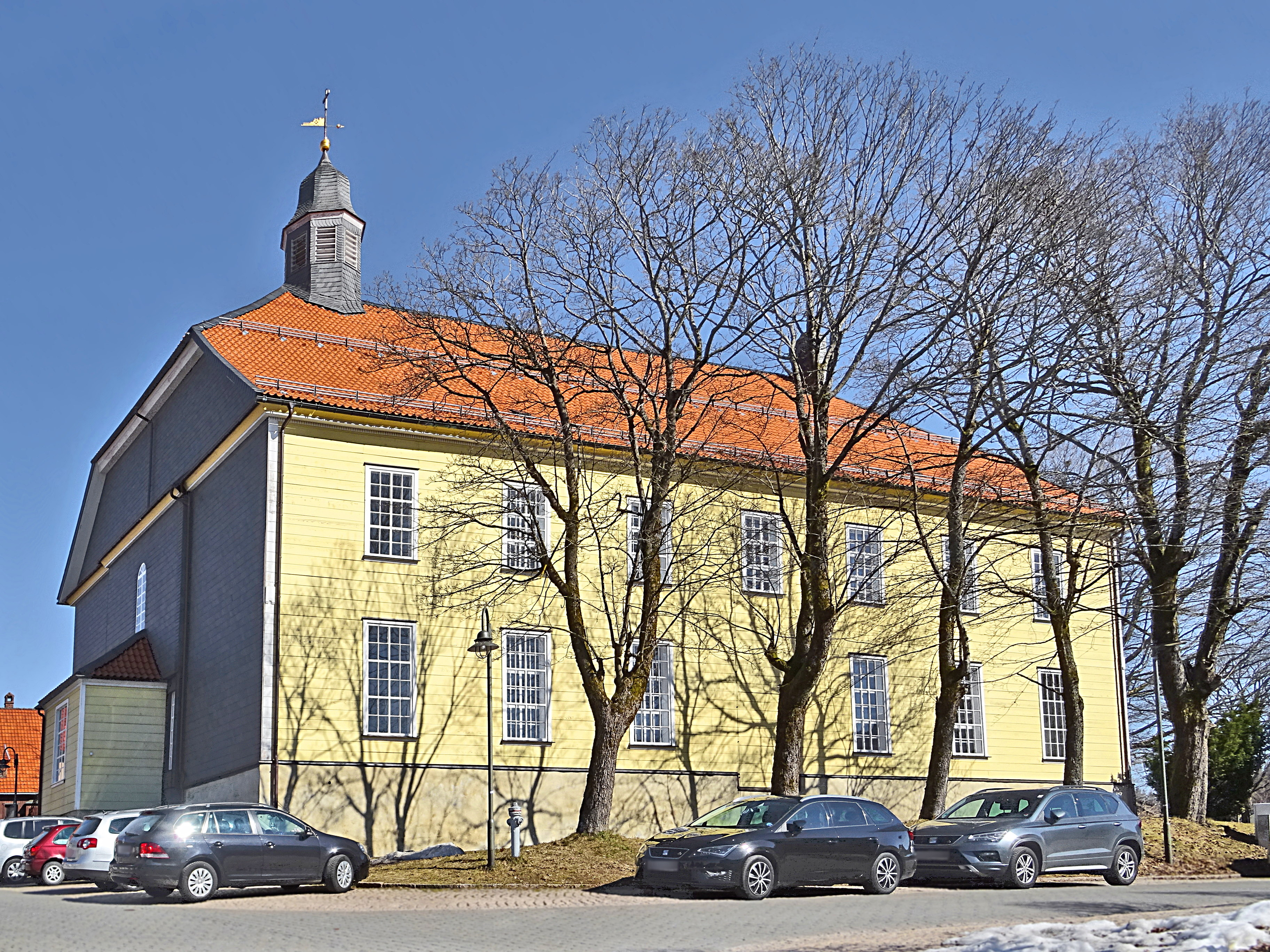
St. Martini

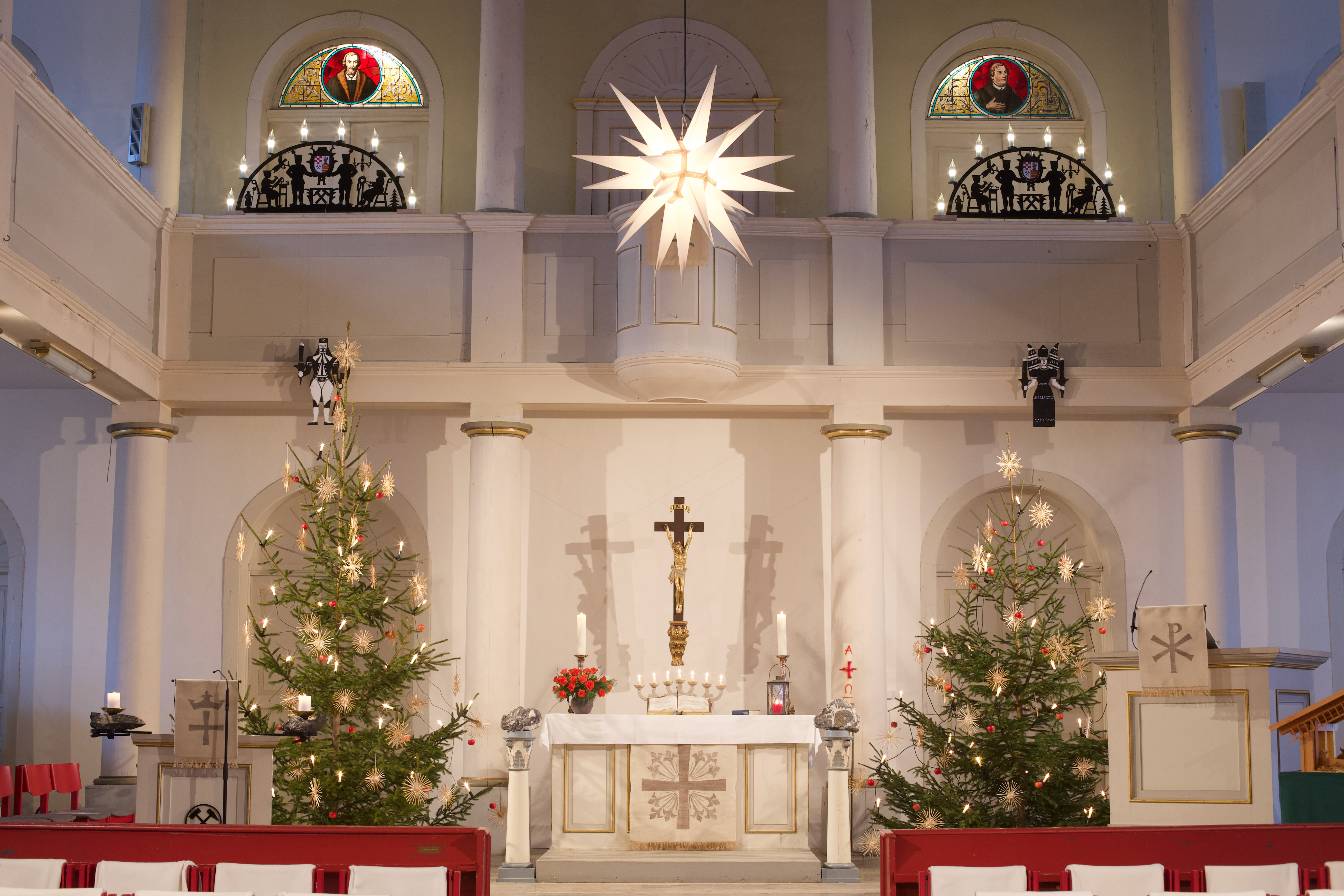
Innenansicht

Die evangelisch-lutherische Kirche St. Martini steht in Sankt Andreasberg, ein Ortsteil der Stadt Braunlage im Landkreis Goslar von Niedersachsen. Die Kirchengemeinde gehört zur Region  Oberharz im Kirchenkreis Harzer Land im Sprengel Hildesheim-Göttingen der Evangelisch-lutherischen Landeskirche Hannovers.

## Beschreibung

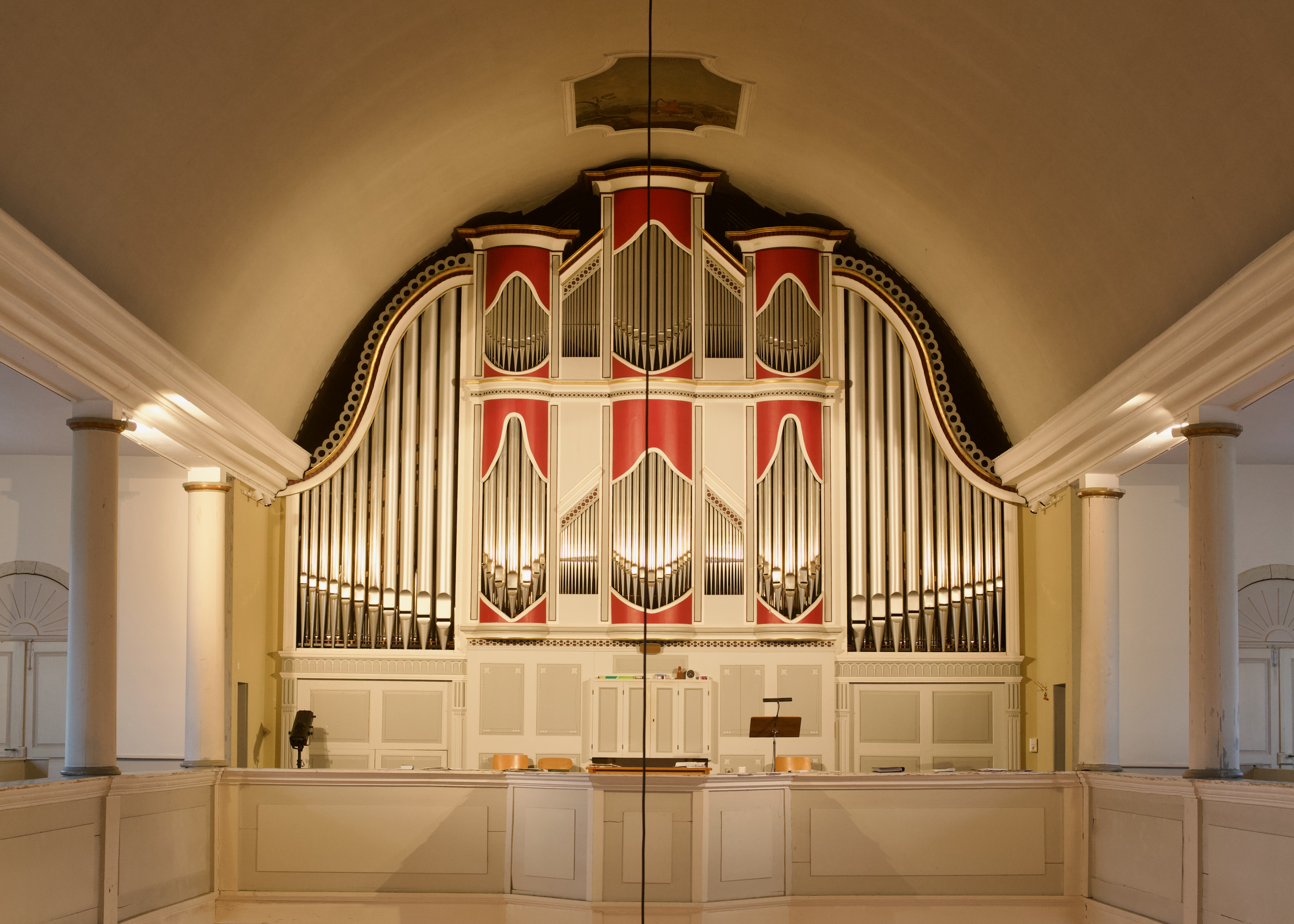
Eule-Orgel

Die erste Kirche (Dreieinigkeits-Kirche) wurde in den Jahren 1536 bis 1537 gebaut. Bis dahin wurden die Einwohner von der St.-Andreas-Kirche in Bad Lauterberg aus versorgt. Diese Kirche wurde bald zu klein, so dass sie 1568 abgerissen wurde, um einer größeren zu weichen (Dreifaltigkeitskirche). In ihrem Kirchturm befanden sich zwei Kirchenglocken, die 1688 in den Glockenturm verlegt, der 440 m südwestlich der Kirche steht, und bis dahin nur eine Feuerglocke beherbergte, die zersprungen war. Im Jahre 1835 wurde er unter Beibehalt des Glockenstuhls und der Glocken abgerissen und neu gebaut. 
Bei einem Großfeuer am 8. Oktober 1796 brannte die Kirche ab. Die Grundsteinlegung für die heutige Holzkirche fand am 5. Juni 1809 an der gleichen Stelle statt und die Kirche wurde am 10. November 1811 eingeweiht. In der Zwischenzeit wurden die Gottesdienste im Ludwiger Zechenhaus abgehalten. Aus dem Krüppelwalmdach des Kirchenschiffs erhebt sich im Westen ein sechsseitiger Dachreiter, der mit einer glockenförmigen Haube bedeckt ist. In ihm hängt seit 1813 lediglich eine Schlagglocke. 
Der im klassizistischen Baustil gestaltete Innenraum ist mit einer Flachdecke überspannt, auf der sich drei Gemälde befinden. Im Bereich des Altars ist das Abendmahl Jesu, in der Mitte ist die Taufe Jesu und über der Orgel ist David dargestellt. Die umlaufenden Emporen werden von toskanischen Säulen getragen. In den 1980er Jahren wurde hinter dem Altar eine Winterkirche abgeteilt. Der älteste Nachweis einer Orgel stammt aus dem Jahr 1689. Die heutige Orgel mit 23 Registern auf zwei Manualwerken wurde 1977 vom VEB Orgelbau Bautzen als Opus 473 errichtet.
Im Innenraum befinden sich zwei Bleiglasfenster über den Türen der Empore über dem Altarraum mit Abbildungen von Martin Luther (links) und Philipp Melanchthon (rechts). Ein weiteres Bleiglasfenster mit der Abbildung von Eisen und Schlägel befindet sich an der Nord-Ost-Seite.

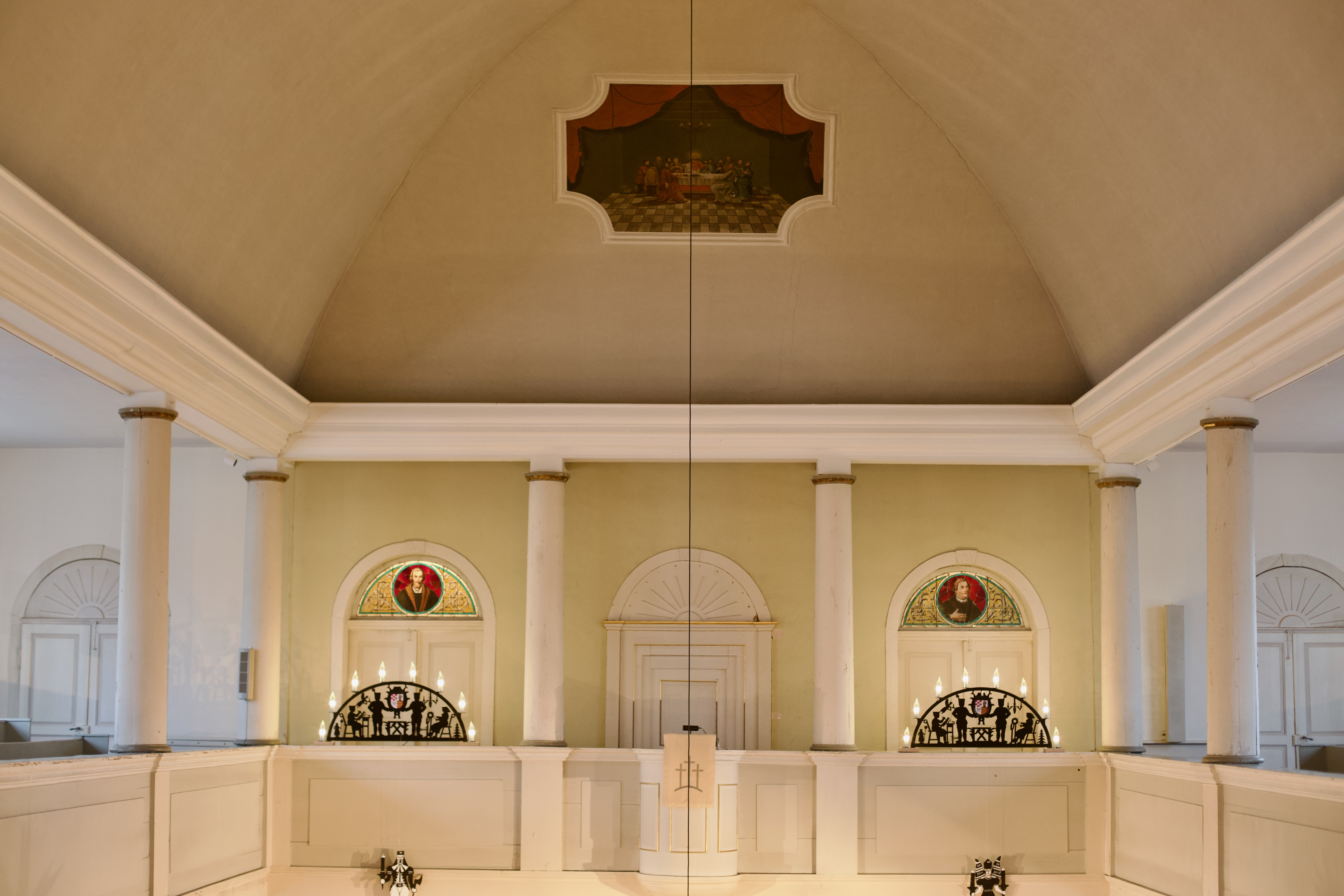
Bleiglasfenster mit Luther (links) und Melanchton (rechts)
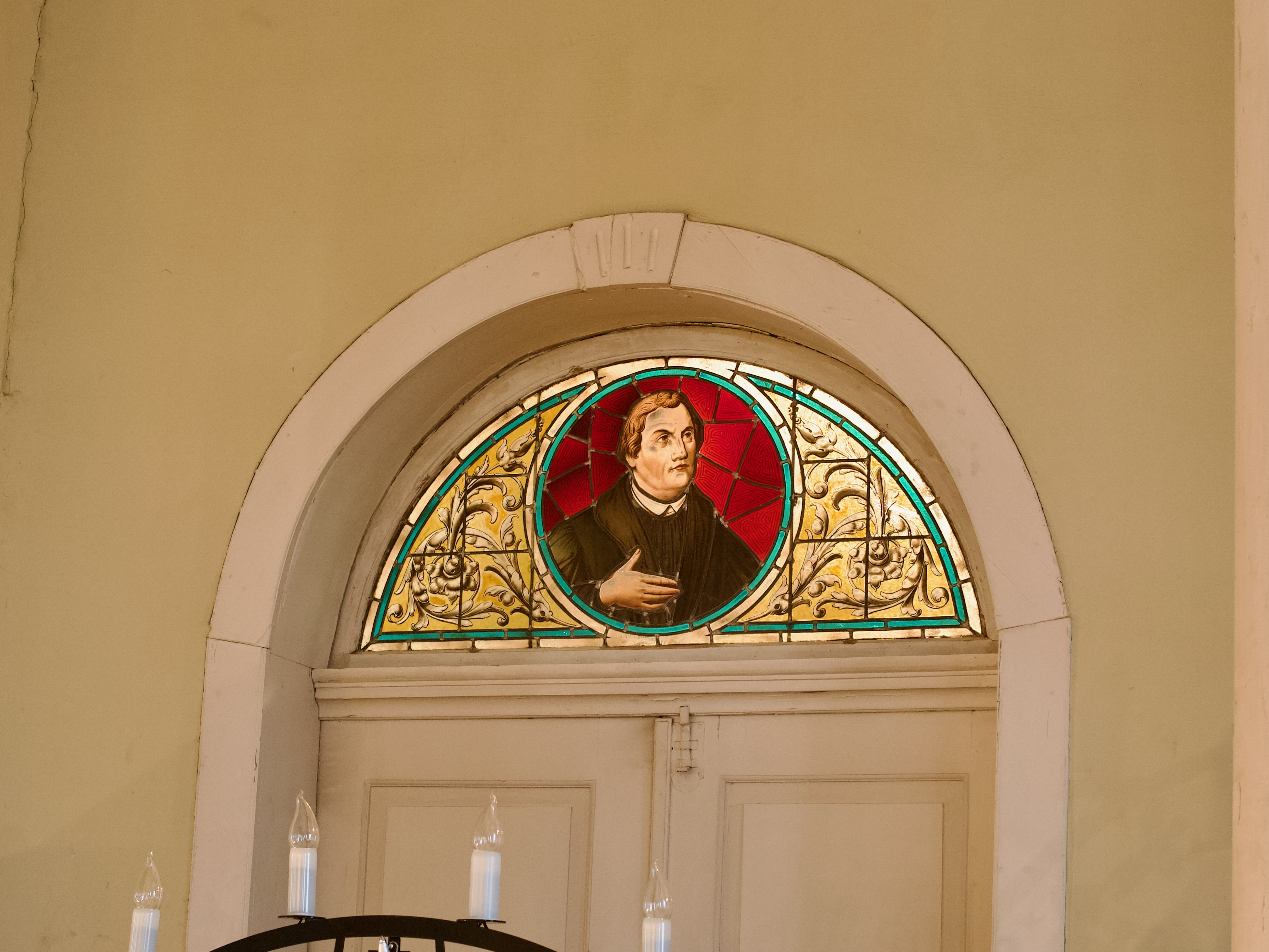
Martin Luther
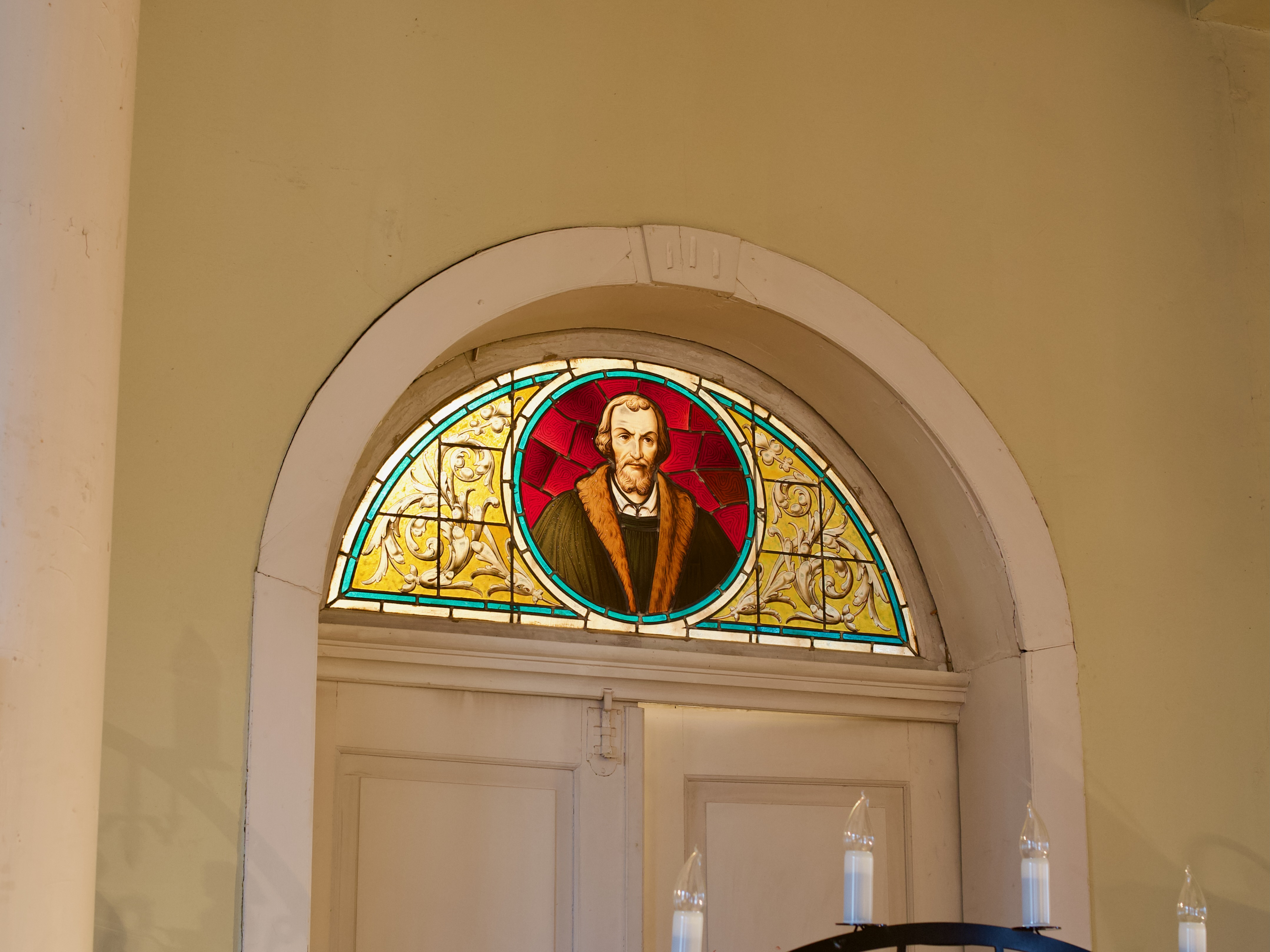
Philipp Melanchthon
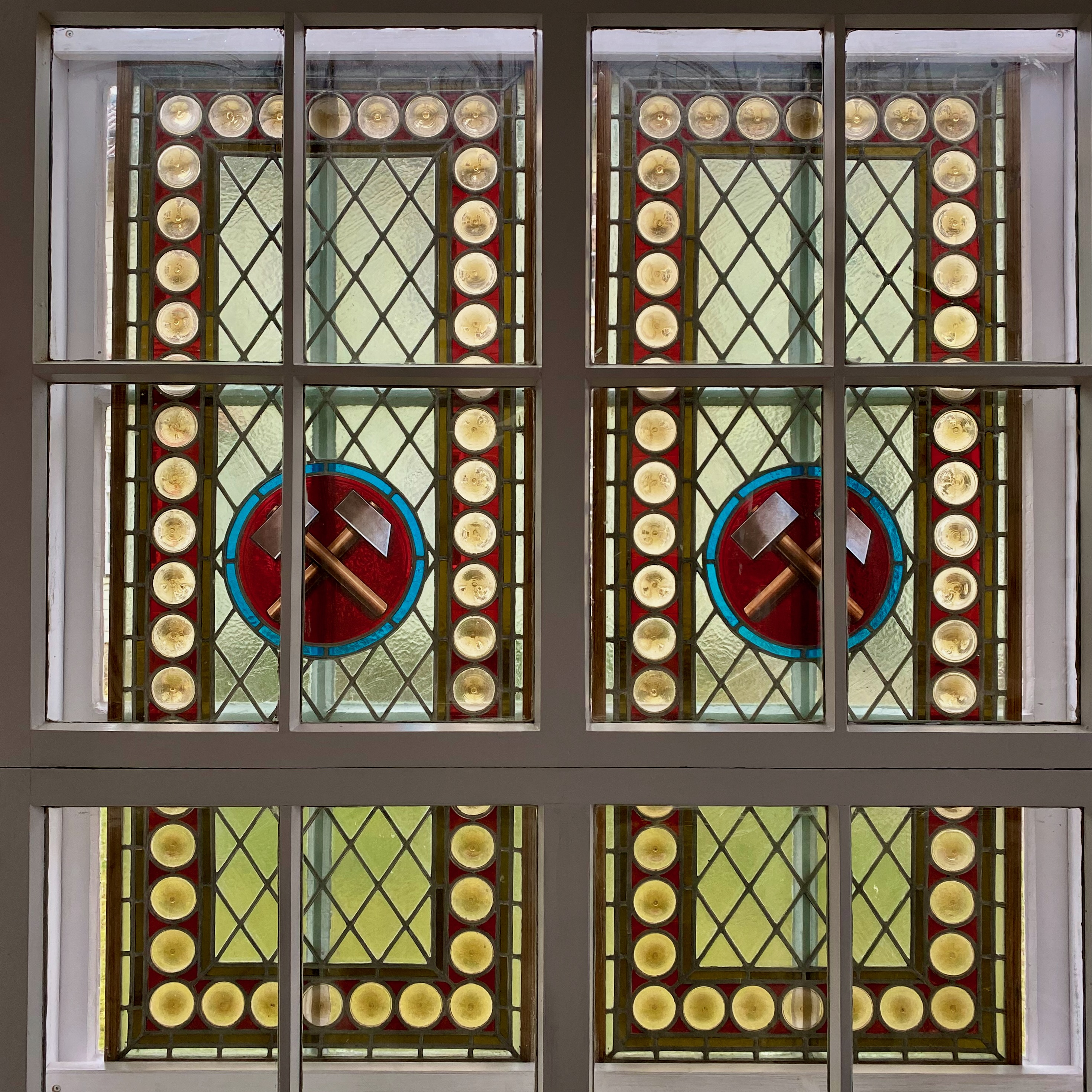
Bleiglasfenster mit Bergbaumotiv